# John M. Sheets

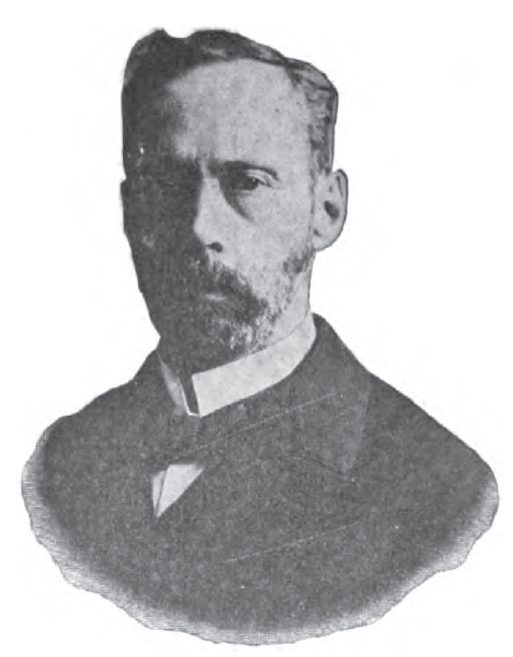
John M. Sheets

John Marion Sheets (* 26. Mai 1854 in Columbus Grove, Ohio; † 29. Dezember 1940 in Palo Alto, Kalifornien) war ein US-amerikanischer Jurist und Politiker der Republikanischen Partei. Er war von 1900 bis 1904 Attorney General von Ohio.

## Werdegang
John Marion Sheets wurde 1854 im Putnam County geboren. Seine Jugendjahre waren vom Bürgerkrieg überschattet. Sheets besuchte öffentliche Schulen. Im Alter von 20 Jahren begann er als Lehrer zu unterrichten. Er besuchte ab Herbst 1876 das Baldwin College in Berea (Cuyahoga County), wo er drei Jahre später seinen Abschluss machte. Sheets begann 1879 Jura an der University of Michigan Law School zu studieren, wo er 1881 graduierte. Am 5. April 1881 erhielt er seine Zulassung als Anwalt und eröffnete dann eine eigene Anwaltspraxis in Ottawa (Putnam County). Er wurde dann 1893 als Republikaner zum Richter am Court of Common Pleas gewählt. Sein Gerichtsbezirk umfasste das Fulton County, das Henry County und das Putnam County. Er wurde 1898 wieder nominiert, ihm fehlten aber 30 Stimmen zur Wahl.
Im Sommer 1899 nominierte ihn die Republikanische Partei für das Amt des Attorney General von Ohio. Seine Wahl erfolgte im Herbst 1899. Er bekleidete den Posten vier Jahre lang. Am 22. März 1882 heiratete er Mary E. Scott. Sie waren beide Studenten an der University of Michigan. Sie bekamen fünf Töchter. Er verstarb 1940 im Palo Alto Hospital.